# Долни-Цибыр
Долни-Цибыр (болг. Долни Цибър) — село в Болгарии. Находится в Монтанской области, входит в общину Вылчедрым. Население составляет 1573 человека.
В июне 2010 года 32 дома в селе, многие из которых построены из самана, были подтоплены наводнением, вызванным проливными дождями.

## Политическая ситуация
В местном кметстве Долни-Цибыр, в состав которого входит Долни-Цибыр, должность кмета (старосты) исполняет Камен  Шанков Димитров (Българско Движение Национален Идеал за Единство) по результатам выборов.
Кмет (мэр) общины Вылчедрым — Иван Христов Барзин (Земледельческий союз Александра Стамболийского (ЗСАС)) по результатам выборов.